# Кошти

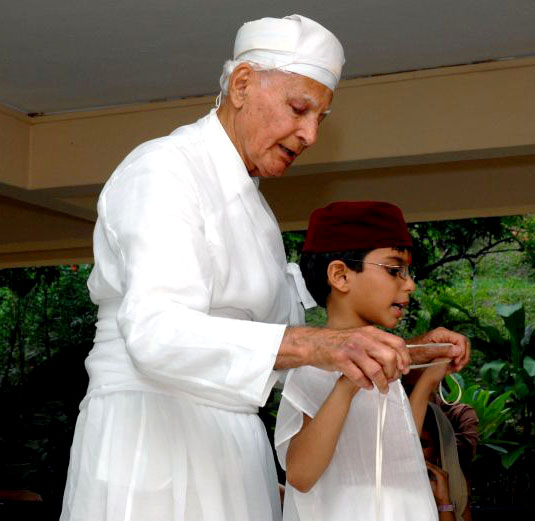
Повязывание кошти на руки

Кошти́ (перс. کشتی‎), также кушти́, кусти́ — специальный, изготавливаемый особым способом пояс зороастрийцев, повязываемый поверх нательной рубашки седре и выполняющий функции религиозного символа и знака совершеннолетия и принадлежности к общине у последователей пророка Заратуштры.

## Название
Название священного зороастрийского пояса фиксируется в среднеперсидской литературе в виде kustīg (kwstyk, kstyk), откуда происходит заимствование в арабский کُستیج. Это слово образовано от пехл. kust /kwst/ «сторона», «бок». Среди парсов имеет хождение новоперсидский рефлекс этого слова kustī (перс. کستی‎, гудж. ખુસ્તી). Зороастрийцы Ирана называют пояс иным диалектным вариантом этого слова — kuštī — в соответствии с закономерностями своего разговорного языка дари, относящегося к северо-западным иранским языкам, в которых не было среднеперсидского перехода *-št- > -st-.
В Авесте нательный пояс называется другим словом — aiβyåŋhana-, от aiβi-yåŋha- «повязывать». Этим же словом в Авесте называется шнур, которым мобеды при совершении литургии Ясны связывают ритуальный пучок прутьев — барсом. В полном соответствии с этим современные зороастрийцы также называют этот шнур кошти.

## История и религиозное значение
Пояс кошти тесно связан индоиранской символикой плетения и узлов. Его индийское соответствие — шнур дваждырождённых яджнопавита (санскр. yajñopavīta-), торжественно надеваемый на обряде посвящения «упанаяна». В отличие от яджнопавиты кошти надевается не через плечо, а вокруг талии и поверх рубашки-седре.
Традиция в целом признаёт дозороастрийское происхождение священного пояса и называет первым человеком, повязавшим его, Джамшида. При этом упоминается, что при разделе имущества Поурушаспы, отца Заратуштры, пятнадцатилетний будущий пророк предпочёл из всей одежды именно длинный пояс, который он тут же повязал себе на талию, задав тем самым образец для своих последователей. Кроме того, говорится, что сами Амешаспанды на встрече с Заратуштрой были повязаны поясами-кушти, таким образом священный пояс является отличительным признаком духовных существ и придерживающихся их закона. «Украшенный звёздами» пояс, отождествляемый с самой «маздаяснийской верой» (зороастризмом), согласно Хом-яшту, Мазда даровал Хаоме, растущему высоко в горах.
Согласно книге «Дадестан-и Дениг», повязывающий пояс-кошти показывает тем самым готовность служить Ахура Мазде в соответствии с персидской идиомой подпоясаться — «приготовиться к совершению дела». Кошти — символ не только связи с Богом, но и связи между зороастрийцами. Считается, что человек, перевязывающий каждый день пояс, обретает часть благодеяний всех зороастрийцев мира, где бы они не находились.

## Материал и структура
Кошти изготавливается в обязательном порядке из нитей белой шерсти, в настоящее время преимущественно овечьей. В соответствии с предписаниями среднеперсидского текста Шаяст-Нашаяст кошти может быть изготовлен также из козьей или верблюжьей шерсти, а использование шёлковой нити для этого недопустимо. Плетение поясов зороастрийцы обычно доверяют единоверцам, отличающимся особым благочестием.
Кошти сплетается из 72 белых шерстяных нитей в шнур шириной не более пальца. 72 нити соответствуют 72-м главам литургии Ясны. На концах нити распускаются из плетения, разделяясь на шесть узелков по двенадцать нитей. Шесть узелков символизируют шесть главных зороастрийских праздников гаханбаров.

## Повязывание пояса
Носить под верхней одеждой седре и кошти считается религиозной обязанностью каждого совершеннолетнего зороастрийца. Обряд посвящения мальчиков и девочек, после которого они становятся полноправными членами религиозной общины — Седре-Пуши заключается в торжественном надевании рубашки-седре и повязывании пояса руками мобеда.
Ежедневно зороастрийцы несколько раз развязывают кошти и с чтением особой молитвы повязывают его вновь. В Хормазд-яште упоминается ежедневное повязывание пояса зороастрийцами:
[Ахура Мазда:] Кто мои имена в этом мире плотском, о Спитама Заратуштра, вслух будет произносить днем или ночью, будет произносить, вставая или ложась, ложась или вставая, повязанный поясом или повязывая пояс, повязанный поясом или развязывая пояс, <…>, того ни днем ни ночью муж, ведомый яростью, подлость замышляющий, не поразит; ни мечи, ни кинжалы, ни стрелы, ни ножи, ни палицы не настигнут, ни камень не поразит.
Пояс оборачивается вокруг талии трижды, что символизирует этическую триаду зороастризма: благие мысли — благие слова — благие дела. На втором обороте кошти завязывается двумя узлами спереди с двоекратным чтением молитвы Ахуна Ваирья, а на третьем — двумя узлами сзади с чтением молитвы Ашем Воху. Первый узел символизирует признание того, что Бог Един. Второй — что маздаяснийская вера истинна и ниспослана Ахура Маздой. Третий — веру в пророческую миссию Заратуштры. Четвёртый — приверженность благим мыслям, благим словам и благим делам.
Традиция рекомендует перевязывать пояс в следующих случаях:
1. после пробуждения
2. после справления естественных нужд
3. перед чтением молитв
4. после купания
5. перед принятием пищи[10]